# Rue du Faubourg-Saint-Denis
La rue du Faubourg-Saint-Denis est une voie du 10e arrondissement de Paris située dans le prolongement de la rue Saint-Denis au sud ; elle conduit à la basilique de Saint-Denis au nord.

## Situation et accès
Située dans le prolongement de la rue Saint-Denis, la rue du Faubourg-Saint-Denis traverse, du sud au nord, les quartiers de la Porte-Saint-Denis et Saint-Vincent-de-Paul, dans le 10e arrondissement, reliant la porte Saint-Denis au métro La Chapelle, en passant par les gares de l'Est et du Nord.
Ce site est desservi par les stations de métro Gare du Nord, La Chapelle et Gare de l'Est (à quelques mètres).

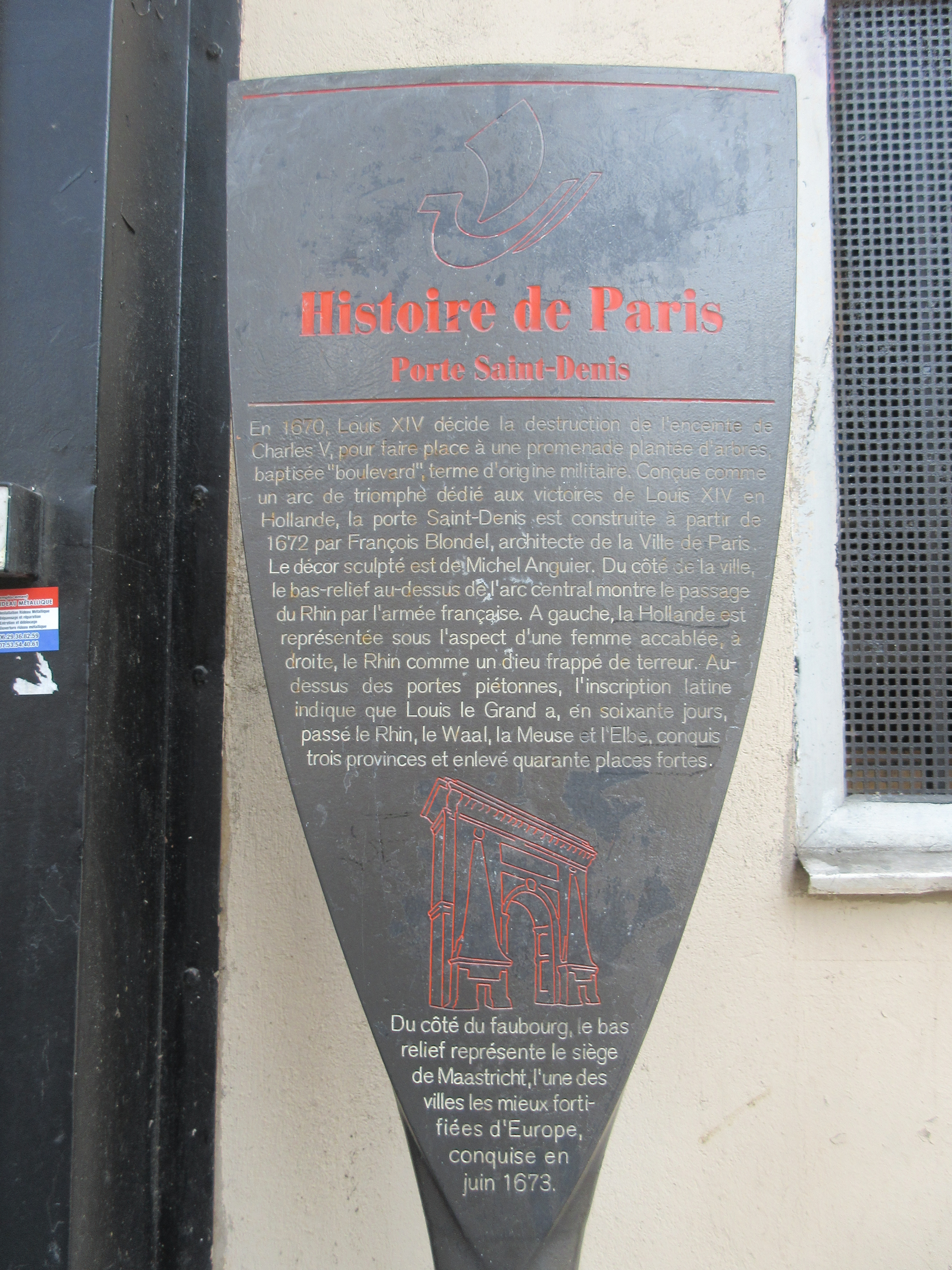
Panneau Histoire de Paris « Porte Saint-Denis ».
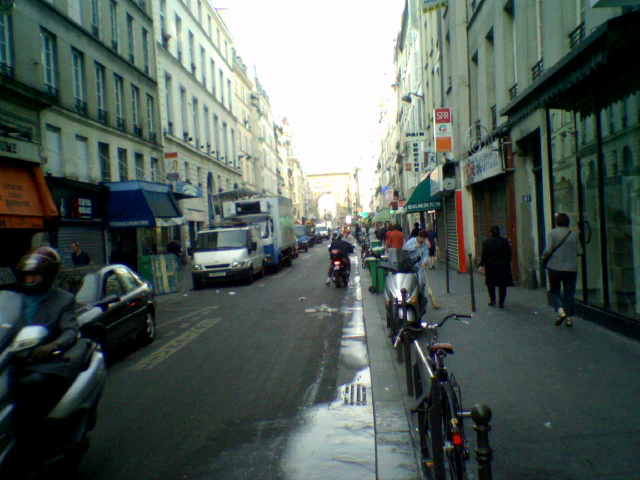
Sud de la rue du Faubourg-Saint-Denis (2007).
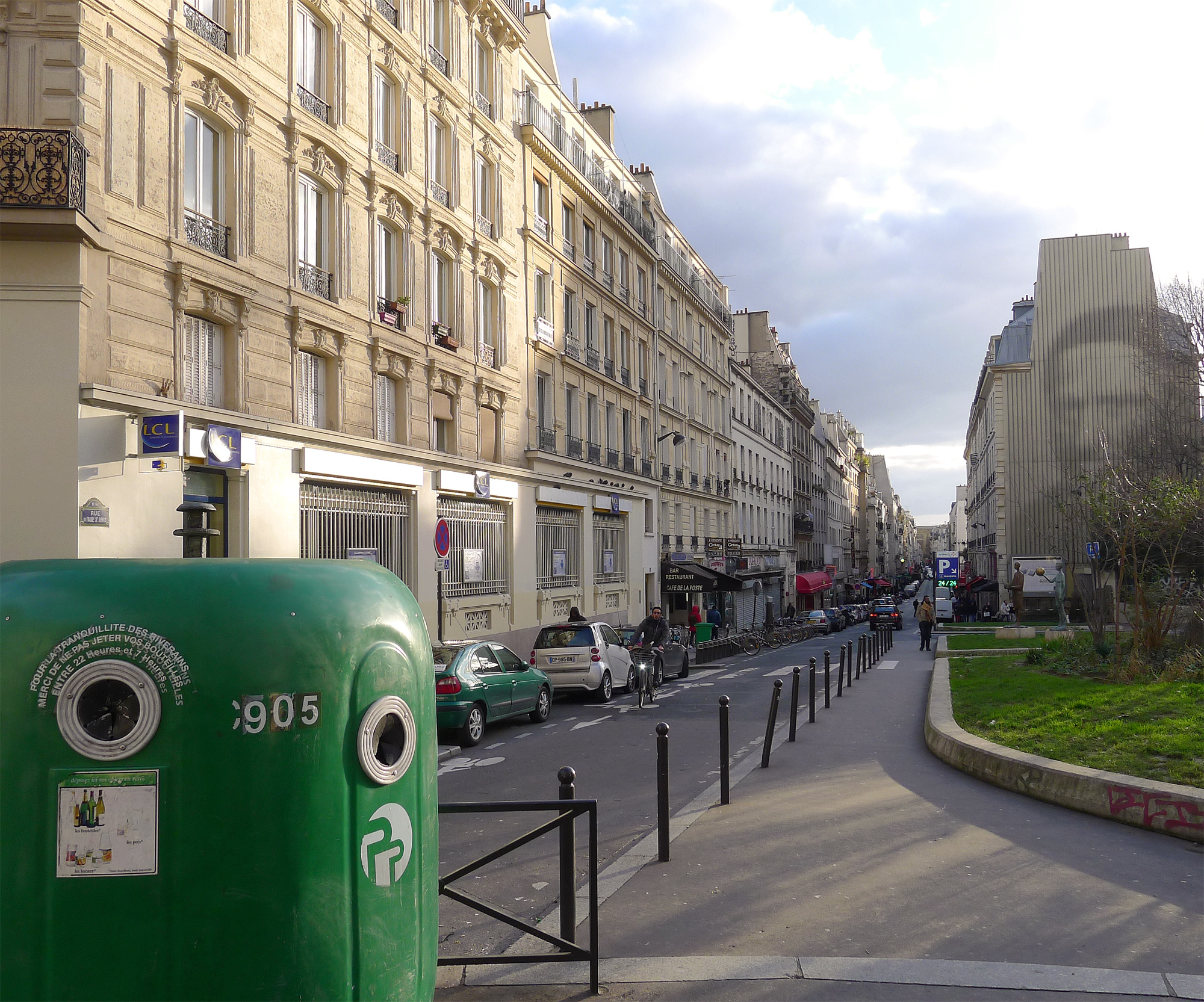
Extrémité nord de la rue.

## Origine du nom
La rue du Faubourg-Saint-Denis doit son nom au fait qu'elle traversait le hameau à l'extérieur du mur d'enceinte, symbolisé aujourd'hui par la porte Saint-Denis, situé sur l'ancienne route vers Saint-Denis, dénommé « faubourg Saint-Denis », attesté dans le plan de Turgot, et qui desservait l'abbaye de Saint-Denis. Le faubourg est primitivement un quartier « fors le bourg » (de l'ancien français « fors », issu du latin foris, « en dehors » et de borc, « bourg », forsborc vers 1200, forbours vers 1260).

## Historique
La rue fait partie de l'ancienne voie romaine de Lutèce à Caesasoromagus (Beauvais) reprenant probablement le tracé d'un chemin gaulois antérieur à la conquête romaine. 
Au XIIe siècle, à la suite de l’instauration de la foire Saint-Lazare par Louis VI le Gros, la voie est appelée « chaussée Saint-Lazare ». 
Elle est citée sous le nom de « Grand rue du faulxbourg Saint Denis » et de « rue du faulxbourg Saint Lazare » dans un manuscrit de 1636.

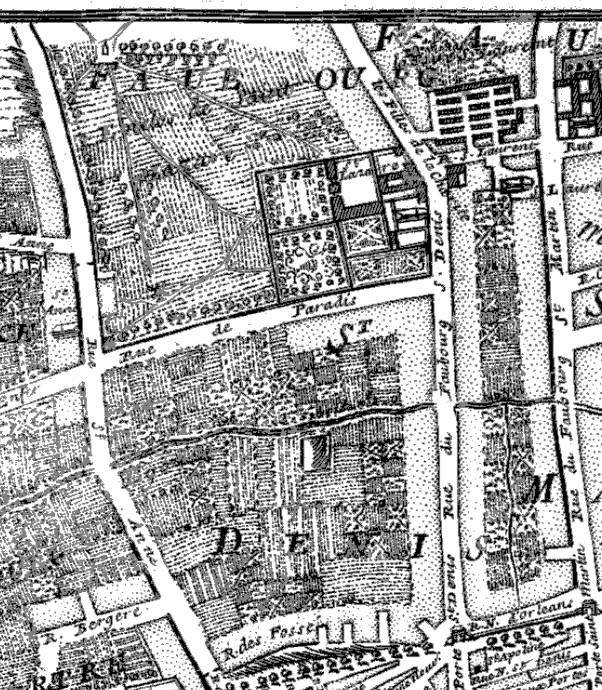
La rue du faubourg Saint-Denis sur un plan de 1705

Cette voie est restée jusqu'à l'ouverture des boulevards de Strasbourg et de Sébastopol au milieu du XIXe siècle un élément de cet axe de communication majeur de Paris vers le nord de la France. La rue conduisait à la ville de Saint-Denis et à sa basilique où étaient enterrés les rois de France.
Jusqu'au cours du Premier Empire, la portion comprise entre la rue Saint-Laurent et la place de la Chapelle a porté le nom de « rue du Faubourg-Saint-Lazare », du fait qu'elle longeait la maison Saint-Lazare. Elle a également porté le nom de « rue du Faubourg-de-Gloire » à cause du voisinage d'un terrain qui portait ce nom.
Durant la Révolution, la rue porta brièvement le nom de « rue du Faubourg-Franciade » en 1793,, la commune de Saint-Denis ayant été renommée « Franciade ».
Depuis quelques années, un processus de gentrification dans la partie basse de la rue s'est amorcé entre la porte Saint-Denis et le boulevard Magenta. Ainsi, la rue fait figure de trait d'union entre deux Paris : le Paris bourgeois des quartiers centraux et le Paris populaire des arrondissements du nord. Elle reste donc aujourd'hui une rue populaire et à forte population immigrée, tout en étant devenue un nouveau lieu de la jeunesse branchée parisienne.

## Bâtiments remarquables et lieux de mémoire
- Mistinguett, bien que née à Enghien-les-Bains, a popularisé le faubourg en chantant Je suis née dans le faubourg Saint-Denis.
- Les marchandes des quatre-saisons étaient typiques du faubourg Saint-Denis. On les voit dans le film Une femme est une femme (1961), de Jean-Luc Godard. Elles ont disparu car elles gênaient la circulation.

Ce site est desservi par la station de métro Strasbourg - Saint-Denis.

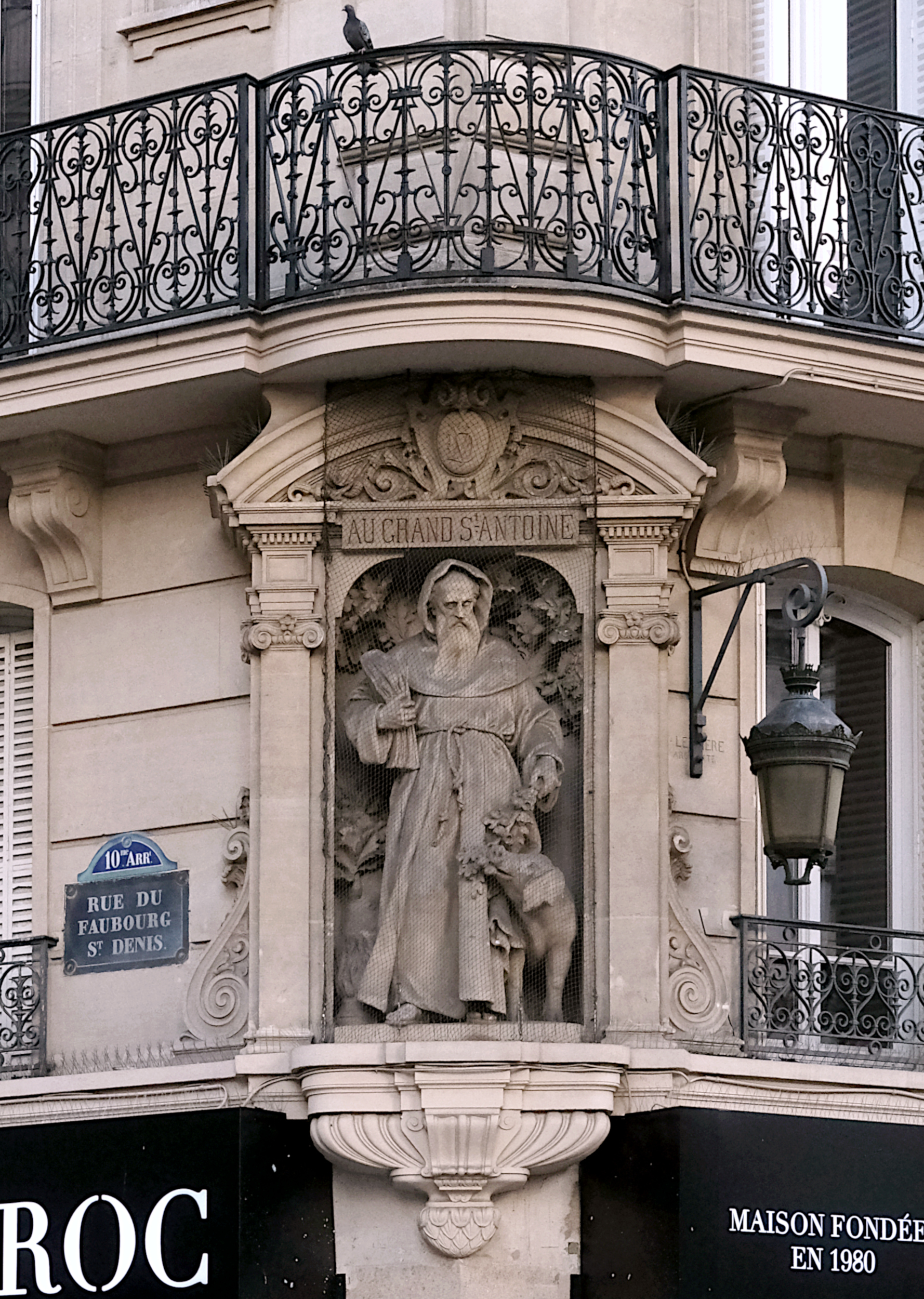
N°2 : sculpture "Au grand Saint-Antoine".

- No 12 : le passage du Prado fait la jonction en « L » entre la rue et le boulevard Saint-Denis, ouvert en 1785 sous le nom de « passage du Bois de Boulogne », il a été couvert en 1925 ; il est réputé pour sa décoration Art déco.
- Au no 16 se trouve le restaurant Julien, un ancien bouillon devenu brasserie chic, Chez Julien, dont la réputation des profiteroles fait le tour de Paris. Le restaurant et l'immeuble qui l'abrite sont classés monuments historiques[8], décor Art nouveau, on peut y voir des panneaux peints sur pâte de verre de Louis Trézel. À cet emplacement avait été fondée en 1787 une auberge à l'enseigne du Cheval Blanc, qui sera par la suite un des premiers cafés-concerts[9].
- No 19 : en 1834, domicile du peintre, graveur et enseignant Jean Éloi Malenfant (1802-après 1855)[10].
- Au no 21 se place le Café Saint Denis, un bistrot traditionnel imprégné de l'esprit populaire et de la chaleur des habitants locaux.
- no 23 : emplacement d'une salle d'entraînement de boxe ouverte par Jean Bretonnel[11].

Sites desservis par les stations de métro Strasbourg - Saint-Denis et Château d'Eau.
- No 42 : le passage de l'Industrie, spécialisé dans les grossistes pour coiffeurs.
- No 45 : la plus ancienne pharmacie de Paris, la pharmacie Vée, a été fondée ici en 1783, à l'angle de la rue du Faubourg-Saint-Denis et de la rue d'Enghien.
- No 46 : le passage Brady, inauguré en 1828, abritait à l'origine des magasins de vêtements ; aujourd'hui, il est réputé pour ses restaurants pakistanais, devenant ainsi le quartier pakistanais de Paris, parfois surnommé Little Islamabad.

Ce site est desservi par la station de métro Château d'Eau.
- Au no 55 vécut la chanteuse La Houppa.
- Au no 57 se trouvait le Central sporting club, salle de boxe au gymnase Christmann. Une scène du film L'Air de Paris (1954), avec Jean Gabin, a été tournée au Central ; la salle est fermée en 1968, occupée depuis par l'école de théâtre Jacques-Lecoq.
- Au no 60 se trouvait la Manufacture de porcelaine du faubourg Saint-Denis, fondée par Pierre Antoine Hannong (1761-1785), en 1771 ou 1772, qui sera sous la protection du second frère du roi Louis XVI, Charles-Philippe, comte d'Artois. Cette manufacture sera reprise en 1798 par Marc Schœlcher, fermée et finalement vendue en 1834[12],[13]. C'est dans ce lieu qu'est né son fils, Victor Schœlcher, le 22 juillet 1804.
- Au no 61 bis se trouve l'entrée de la cour des Petites-Écuries, située sur l'emplacement qu'occupaient les petites écuries royales à la fin du XVIIIe siècle.
- À l'actuel no 65 est né le président Félix Faure ; sur son acte de naissance, en 1841, il est noté « demeurant rue du Faubourg-Saint Denis, 71[14] » ; après enquête du Petit Journal[15], le no 71 correspondait alors au no 65 actuel.
- No 87 : siège du Parti ouvrier indépendant[16].

Ce site est desservi par la station de métro Gare de l'Est.
- No 85 : l'ancien atelier parisien du peintre, photographe et graveur français et fondateur du Centre national d'art contemporain de la villa Arson, Henri Maccheroni.
- Nos 94 à 114 : emplacement de l'ancien couvent des Filles de la charité de Saint-Vincent-de-Paul qui fut transformé en caserne, la caserne Saint-Lazare.
- Nos 99, 101, 103 et 105 : plusieurs bâtiments du début du XVIIIe siècle, construits par les pères de la Mission de la Maison de Saint-Lazare, afin de les louer à des séculiers ; ces bâtiments sont toujours visibles.
- Au no 107  se trouvait la prison Saint-Lazare.
- Au no 110  se trouvait l'échoppe de coiffeur de la famille Reggiani ; Serge Reggiani évoque la rue dans une chanson autobiographique (Le Barbier de Belleville).
- Le dernier tronçon de la rue du Faubourg-Saint-Denis est surnommé Little Jaffna, c'est ici que se retrouvent les Tamouls de la région parisienne qui ont fui le Sri Lanka en guerre civile dans les années 1980. Le Ganesh Chaturthi y est fêté, et de nombreux commerces indiens ou srilankais s'y sont implantés[17].

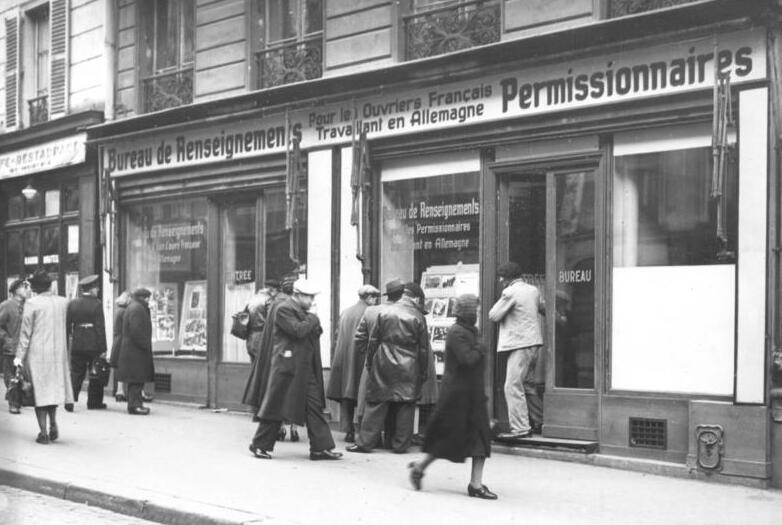
Le bureau de renseignements pour les ouvriers français travaillant en Allemagne permissionnaires (février 1943).

- No 132 : un bureau de renseignements pour les ouvriers français travaillant en Allemagne permissionnaires est ouvert à cette adresse durant l'occupation allemande.
- No 144 : Fonderie Thiébaut Frères.
- Au no 174 se situe un faux immeuble, la façade aux fenêtres en trompe-l'œil cachant une gaine de ventilation de la gare souterraine de Magenta du du RER E[18].
- No 176 : plaque commémorative du Réseau AGIR, à la mémoire de Michel Hollard et de trois membres de son réseau, arrêtés le 5 février 1944 au Café des Chasseurs, alors situé à cette adresse.
- No 200 : hôpital Fernand-Widal. Jean Baptiste Clément y est décédé le 23 février 1903[19].
- No 210 : immeuble réalisé par l'architecte Charles Blanche.
- No 224 : ancien débouché de la rue des Fossés-Saint-Martin, voie disparue qui reliait la rue Philippe-de-Girard (au niveau du croisement entre cette rue et l'actuelle rue Louis-Blanc) et la rue du Faubourg-Saint-Denis et qui fut supprimée en 1866, en même temps que la création de la rue Cail et que le prolongement de la rue Louis-Blanc[20],[21],[22].